# شرکت کشت و صنعت شریف‌آباد
شرکت کشت و صنعت شریف‌آباد، یک مرکز تولیدی و محدودهٔ مسکونی واقع‌در دهستان شریف‌آباد, بخش محمدیه، شهرستان البرز، استان قزوین در ایران است.